# Nyctibora brunnea
Nyctibora brunnea es una especie de cucaracha del género Nyctibora, familia Ectobiidae. Fue descrita científicamente por Thunberg en 1826.
Habita en Brasil.